# Pini Gershon
Pour les articles homonymes, voir Gershon.
Pinhas Gershon, né le 11 novembre 1951, est un entraîneur israélien de basket-ball
Considéré comme l'un des plus grands entraîneurs européens, il débute très tôt une carrière d'entraîneur après une carrière de joueur. Il a la réputation d'être un entraîneur intelligent et habile. Mais il est également connu pour un fort caractère qui le voit souvent s'opposer aux équipes dirigeantes ou aux joueurs.

## Biographie
Il devient entraîneur dès 1976, après une blessure l'ayant contraint à arrêter sa carrière de joueur de basket-ball.
Lors de la saison 1992-93, il conduit son équipe du Hapoël Galil Elyon au titre national, mettant ainsi fin à la domination continue du Maccabi Tel-Aviv. Il remporte un nouveau trophée en 1996 avec la coupe, toujours face au Maccabi. 
En 1998, il est nommé à la tête du grand club israélien, le Maccabi Tel-Aviv. Cette arrivée constitue une surprise: il était auparavant un fervent opposant à ce club, lui reprochant le contrôle absolu que celui-ci possède sur le basket-ball israélien. Il remporte trois titres de champion. Mais le plus grand trophée est acquis sur la scène européenne. Après une première finale perdue face au Panathinaïkos lors de l'édition 2000, première participation au Final Four du Maccabi depuis 1991, il remporte la Suproligue 2001 dans une finale qui est la revanche de l'édition précédente. Ce trophée est toutefois dévalué par l'existence cette année-là de deux compétitions majeures, l'Euroligue et la Suproligue. Or la plupart des grands clubs européens, à l'exception du Panathinaïkos et du Maccabi, disputaient l'Euroligue.
Il doit ensuite quitter ses fonctions d'entraîneur en raison de propos racistes tenus à l'encontre des joueurs Afro-américains : « même parmi les Noirs, il y a différentes couleurs. Il y a le noir sombre et le "moka". Les "mokas" sont plus malins et les "noirs sombres" viennent de la rue. Ceux qui sont un petit plus métissés comme Andrew Kennedy... vous remarquez son statut, sa personnalité (...). Les autres Noirs sont de véritables idiots ».
Malgré sa réputation, le Maccabi le ré-installe dans ses fonctions à partir de la saison 2003-04 après les piètres résultats du club sur le plan européen. Le club renoue avec le Final Four. Celui-ci, disputé à domicile, voit le Maccabi se débarrasser du CSKA Moscou en demi-finale avant d'écraser la Fortitudo Bologne en finale. Le titre européen est confirmé la saison suivante après une victoire face au Panathinaïkos en demi, puis une victoire face aux Espagnols du Tau Vitoria qui ont éliminé les favoris de la compétition, le CSKA Moscou, qui évoluait à domicile.
Le CSKA Moscou prend sa revanche en 2006, empêchant ainsi le Maccabi de remporter un troisième titre consécutif.
Il rejoint pour la saison suivante le club grec de l'Olympiakos. Les résultats ne correspondent pas à l'attente de ses dirigeants et en février 2008, après trois défaites consécutives lors des trois dernières journées du premier tour de l'Euroligue 2007-2008, il est remplacé au poste d'entraîneur par le sélectionneur grec Panayótis Yannákis .
Dans les années 2000, Pinhas Gershon a investi dans les paris sportifs en ligne à travers une participation dans l'entreprise Game4Play dans laquelle avait également investi l'ancien entraîneur du Tel-Aviv Hapoël, Shimon Citron.

## Club

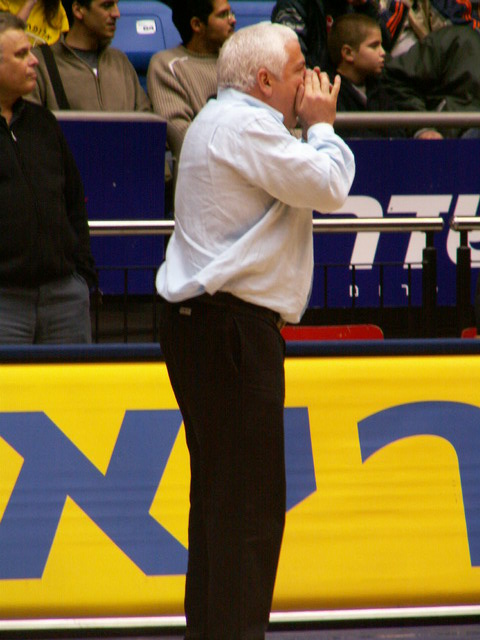
Entraîneur du Maccabi Tel-Aviv

- 1976-1979 : Hapoël Holon ( Israël)
- 1979-1981 : Hapoël Gan Shmuel ( Israël)
- 1981-1983 : Hapoël Galil Elyon ( Israël)
- 1983-1985 : Maccabi Haïfa ( Israël)
- 1985-1986 : Hapoël Tel-Aviv ( Israël)
- 1986-1987 : Maccabi Haïfa ( Israël)
- 1987-1988 : Beitar Tel-Aviv ( Israël)
- 1988-1989 : Maccabi Haïfa ( Israël)
- 1989-1990 : Hapoël Haïfa ( Israël) (General Manager)
- 1990-1992 : Maccabi Ramat Gan ( Israël)
- 1992-1993 : Hapoël Galil Elyon ( Israël)
- 1993-1994 : Maccabi Rishon LeZion ( Israël)
- 1994-1995 : Hapoël Galil Elyon ( Israël)
- 1995-1997 : Hapoël Jérusalem ( Israël)
- 1997-1998 : Maccabi Rishon LeZion ( Israël)
- 1998-2001 : Maccabi Tel-Aviv ( Israël)
- 2004-2006 : Maccabi Tel-Aviv ( Israël)
- 2006-2008 : Olympiakos ( Grèce)

## Palmarès

### Club
- Euroligue 2004, 2005
- Suproligue 2001
- Finaliste de Euroligue 2000, 2006
- Champion d'Israël 1993, 1999, 2000, 2001, 2004, 2005, 2006
- Coupe d'Israël 1996, 2000, 2001, 2004, 2005, 2006

### Distinctions
- Entraîneur de l'année de l'Euroligue en 2005